# Пищулино (Липецкая область)
Пищулино — село Пищулинского сельсовета Елецкого района Липецкой области. Расположено в 6 км к северо-западу от города Ельца.
Возникло в конце XVI века. В документах 1620 года отмечалось, что здесь уже была церковь, руины которой и по сей день можно наблюдать возле засыхающего водоема.
По народному преданию, здесь в лесу поселилось семейство Пищулиных, от которых и пошло название села.
Прежде Пищулино было центром Пищулинского сельсовета (отсюда его название), однако поезже его функции передали соседней деревне Хмелинец.
Уроженкой села является Клавдия Шаталова (1922—1942) — героиня-разведчица в годы Великой Отечественной войны. Её имя носят улицы в Липецке (см. Улица Шаталовой (Липецк)) и Ельце.

## Население
| 2010 |
| ---- |
| 27   |